# Leichtathletik-Länderkampf der Männer 1956 BR Deutschland – Niederlande
| 4. Leichtathletik-Länderkampf mit bundesdeutscher Beteiligung 1956 | 4. Leichtathletik-Länderkampf mit bundesdeutscher Beteiligung 1956 |               |
| ------------------------------------------------------------------ | ------------------------------------------------------------------ | ------------- |
|                                                                    |                                                                    |               |
| Ländervergleich der Männer: BR Deutschland – Niederlande           |                                                                    |               |
| Austragungsort                                                     | Duisburg                                                           |               |
| Wettbewerbe                                                        | 15                                                                 |               |
| Datum                                                              | 1. Juli                                                            |               |
| 1. FRG 2. NLD                                                      | 191 P 115 P                                                        |               |
| Chronik                                                            |                                                                    |               |
| ← LUX-FRG (M)                                                      | FRG-NLD (F) →                                                      | FRG-NLD (F) → |

Der vierte Vergleich des Länderkampfjahres 1956 war gleichzeitig der zweite parallel stattfindende Länderkampf des Wochenendes. Am 1. Juli. traten die Männer in Duisburg gegen die Niederlande an. Für die deutschen Athleten war es das fünfte Aufeinandertreffen mit den Niederländern in einem Wettkampf mit dem allgemeinen leichtathletischen Programm. Die vier vorangegangenen Begegnungen hatte Deutschland gewonnen. Außerdem hatte es 1951 einen Straßenlauf gegeben, in dem sich die Niederländer durchgesetzt hatten.
Auch hier in Duisburg fand gemeinsam mit den Männern der erste Länderkampf des Jahres für die Frauen statt, Gegner war ebenfalls die Niederlande.

## Wettbewerbe und Modus
Wie schon in den früheren Treffen der beiden Länder wurde die Begegnung mit jeweils drei Athleten pro Disziplin durchgeführt. Wie im parallel stattfindenden Vergleich mit Luxemburg in der luxemburgischen Hauptstadt standen fünfzehn Disziplinen auf dem Programm – einige weniger als in anderen Länderkämpfen. Aus dem olympischen Katalog fehlten wie im Vorjahr die Rennen über 10.000 Meter, 400 Meter Hürden und 3000 Meter Hindernis, der Marathonlauf, die beiden der Gehdisziplinen, der Dreisprung, der Hammerwurf sowie der Zehnkampf. In der Einzelwertung brachte Rang eins sieben Punkte, Rang zwei fünf, Rang drei vier usw. Rang sechs wurde noch mit einem Punkt belohnt. In den Staffeln wurden sieben zu drei Punkte vergeben.

## Ergebnis
Die Niederländer entschieden den 110-Meter-Hürdenlauf sowie den Speerwurf für sich und erreichten im Kugelstoßen ein Unentschieden. Die bundesdeutschen Leichtathleten sicherten sich die Disziplinwertungen der restlichen dreizehn Wettbewerbe, acht davon mit Doppelerfolgen. So gewann die Bundesrepublik Deutschland hoch überlegen mit diesmal 191 zu 115 Punkten.

## Resultate

### 100 m
| Platz | Athlet            | Land | Zeit (s) |
| ----- | ----------------- | ---- | -------- |
| 1     | Manfred Germar    | FRG  | 10,6     |
| 2     | Lothar Knörzer    | FRG  | 10,8     |
| 3     | Theo Saat         | NLD  | 10,9     |
| 4     | Carl Kaufmann     | FRG  | 11,0     |
| 5     | Tempelaer         | NLD  | 11,1     |
| 6     | Aad van Hardeveld | NLD  | 12,2     |

### 200 m
| Platz | Athlet       | Land | Zeit (s) |
| ----- | ------------ | ---- | -------- |
| 1     | Martin Lauer | FRG  | 21,8     |
| 2     | Adolf Kluck  | FRG  | 22,5     |
| 3     | Hans Geister | FRG  | 22,6     |
| 4     | Tempelaer    | NLD  | 22,6     |
| 5     | Harry de Wal | NLD  | 23,0     |
| 6     | Deyers       | NLD  | 23,2     |

### 400 m
| Platz | Athlet            | Land | Zeit (s) |
| ----- | ----------------- | ---- | -------- |
| 1     | Manfred Poerschke | FRG  | 48,4     |
| 2     | Walter Oberste    | FRG  | 48,6     |
| 3     | Coenen            | NLD  | 48,7     |
| 4     | Udo Waldheim      | FRG  | 48,9     |
| 5     | Harry de Kroon    | NLD  | 50,0     |
| 6     | Chris Smildiger   | NLD  | 50,4     |

### 800 m
| Platz | Athlet           | Land | Zeit (min) |
| ----- | ---------------- | ---- | ---------- |
| 1     | Paul Schmidt     | FRG  | 1:51,3     |
| 2     | Herbert Missalla | FRG  | 1:52,2     |
| 3     | Henk Haus        | NLD  | 1:52,6     |
| 4     | Manfred Walther  | FRG  | 1:52,8     |
| 5     | Flip Koudijs     | NLD  | 1:53,1     |
| 6     | Bart Verweij     | NLD  | 1:53,4     |

### 1500 m
| Platz | Athlet                | Land | Zeit (min) |
| ----- | --------------------- | ---- | ---------- |
| 1     | Günter Dohrow         | FRG  | 3:54,8     |
| 2     | Dieter Schreiber      | FRG  | 3:55,6     |
| 3     | Wim Roovers           | NLD  | 3:55,8     |
| 4     | Mijndert Blankensteyn | NLD  | 3:56,8     |
| 5     | Harry Janssen         | NLD  | 3:57,0     |
| 6     | Adolf Schwarte        | FRG  | 3:57,2     |

### 5000 m
| Platz | Athlet      | Land | Zeit (min) |
| ----- | ----------- | ---- | ---------- |
| 1     | Hans Hüneke | FRG  | 14:25,6    |
| 2     | Rolf Lamers | FRG  | 14:32,0    |
| 3     | Jan Fekkes  | NLD  | 14:34,6    |
| 4     | Georg Kluge | FRG  | 14:35,4    |
| 5     | Frans Künen | NLD  | 14:40,4    |
| 6     | Henk Viset  | NLD  | 15:03.6    |

### 110 m Hürden
| Platz | Athlet              | Land | Zeit (s) |
| ----- | ------------------- | ---- | -------- |
| 1     | Karl-Ernst Schottes | FRG  | 14,8     |
| 2     | Jan Parlevliet      | NLD  | 15,0     |
| 3     | Eef Kamerbeek       | NLD  | 15,1     |
| 4     | Peter Nederhand     | NLD  | 15,3     |
| 5     | Dieter Woytecki     | FRG  | 15,5     |
| 6     | Heinz Stephan       | FRG  | 15,7     |

### 4 × 100 m Staffel
| Platz | Besetzung      | Land                                                   | Zeit (s) |
| ----- | -------------- | ------------------------------------------------------ | -------- |
| 1     | BR Deutschland | Lothar Knörzer Martin Lauer Adolf Kluck Manfred Germar | 41,5     |
| 2     | Niederlande    | Deyers Harry de Wal Tempelaer Theo Saat                | 43,3     |

### 4 × 400 m Staffel
| Platz | Besetzung      | Land                                                       | Zeit (min) |
| ----- | -------------- | ---------------------------------------------------------- | ---------- |
| 1     | BR Deutschland | Hans Geister Manfred Poerschke Udo Waldheim Walter Oberste | 3:15,0     |
| 2     | Niederlande    | Jan Parlevliet Harry de Kroon Flip Koudijs Chris Smildiger | 3:20,3     |

### Hochsprung
| Platz | Athlet               | Land | Höhe (m) |
| ----- | -------------------- | ---- | -------- |
| 1     | Theo Püll            | FRG  | 1,93     |
| 2     | Harry van Kleeff     | NLD  | 1,80     |
| 3     | Jan Willem Nummerdor | NLD  | 1,80     |
| 4     | Gerd Pfeiffer        | FRG  | 1,70     |
| 5     | Dirk Trurnit         | FRG  | 1,70     |
| 6     | Rob Pommee           | NLD  | 1,70     |

### Stabhochsprung
| Platz | Athlet           | Land | Höhe (m) |
| ----- | ---------------- | ---- | -------- |
| 1     | Adolf Bötefür    | FRG  | 3,78     |
| 2     | Ernst Lachermund | FRG  | 3,78     |
| 3     | Richard Seidler  | FRG  | 3,68     |
| 4     | Hofmeesterl      | NLD  | 3,48     |
| 5     | Servee Wijsen    | NLD  | 3,48     |
| 6     | Prag             | NLD  | 3,33     |

### Weitsprung
| Platz | Athlet             | Land | Weite (m) |
| ----- | ------------------ | ---- | --------- |
| 1     | Manfred Molzberger | FRG  | 7,36      |
| 2     | Henk Visser        | NLD  | 7,24      |
| 3     | Heinz Oberbeck     | FRG  | 7,14      |
| 4     | Ronald Krüger      | FRG  | 7,03      |
| 5     | Sleeuwenhoek       | NLD  | 6,65      |
| 6     | Hans Griek         | NLD  | 5,81      |

### Kugelstoßen
| Platz | Athlet            | Land | Weite (m) |
| ----- | ----------------- | ---- | --------- |
| 1     | Dietrich Urbach   | FRG  | 15,42     |
| 2     | Josef Klik        | FRG  | 15,09     |
| 3     | Günter Stolz      | FRG  | 14,60     |
| 4     | Cornelis Koch     | NLD  | 14,52     |
| 5     | Ed Meyer          | NLD  | 13,85     |
| 6     | Jaap van der Maat | NLD  | 13,70     |

### Diskuswurf
| Platz | Athlet          | Land | Weite (m) |
| ----- | --------------- | ---- | --------- |
| 1     | Cornelis Koch   | NLD  | 48,12     |
| 2     | Dietrich Urbach | FRG  | 46,36     |
| 3     | Josef Klik      | FRG  | 46,04     |
| 4     | Ben Rebel       | NLD  | 45,24     |
| 5     | Heinz Rosendahl | FRG  | 45,14     |
| 6     | Joop Fikkert    | NLD  | 44,66     |

### Speerwurf
| Platz | Athlet               | Land | Weite (m) |
| ----- | -------------------- | ---- | --------- |
| 1     | Joop Fikkert         | NLD  | 65,47     |
| 2     | Hans Schenk          | FRG  | 63,54     |
| 3     | Frans van der Heyden | NLD  | 61,80     |
| 4     | Horst Polowczyk      | FRG  | 56,85     |
| 5     | Jan Kamerbek         | NLD  | 54,72     |
| 6     | Manfred Hütsch       | FRG  | 54,23     |